# Opération Matador (1941)
Ne doit pas être confondu avec Opération Matador (1945).
L'opération Matador était un plan du commandement britannique de Malaisie afin de déployer les forces en position pour contrer une attaque amphibie japonaise contre la Malaisie.

## Contexte
En 1937, le major-général William Dobbie (en), officier commandant la Malaisie (1935-1939), examina les défenses de la Malaisie et estima que pendant la saison de la mousson, d'octobre à mars, les débarquements pouvaient être effectués par un ennemi sur la côte est et que les bases pouvaient être établie à Siam (Thaïlande). Il prédit notamment que les débarquements pourraient être effectués à Songkhla et Pattani au Siam, et à Kota Bharu en Malaisie. Il recommanda l'envoi immédiat de gros renforts. Ses prédictions se sont avérées correctes mais ses recommandations ont été ignorées.

## Prélude
En août 1941, le commandant en chef (C-in-C) du British Far East Command, l'Air Chief Marshal Robert Brooke-Popham, soumit à Londres un plan, baptisé Matador, pour approbation. Le plan reposait sur l'hypothèse que les Japonais débarqueraient sur la côte est du Siam à Songkhla et Pattani, puis avanceraient vers le sud jusqu'à Jitra et Kroh. Il était envisagé que deux forces puissent les intercepter juste de l'autre côté de la frontière thaïlandaise, assez longtemps pour que la force principale puisse se rassembler et attaquer. Il y avait plusieurs problèmes avec le plan ; en janvier 1941, une demande de ressources supplémentaires que le plan avait l'intention d'utiliser resta non satisfaite et l'année précédente Sir Josiah Cosby, l'ambassadeur britannique au Siam, signa un pacte de non-agression avec Plaek Phibunsongkhram, le Premier ministre thaïlandais.
Le 5 décembre 1941, lorsque la menace d'invasion japonaise devint plus probable, le plan fut modifié pour utiliser les forces disponibles. Il devait être mis en action dès qu'une attaque était imminente ; si tel était le cas, les troupes sous commandement britannique se précipiteraient vers Songkhla et défendraient la ville contre une attaque maritime. Ce poste fut attribué à la 11e division indienne d'infanterie (major-général Murray-Lyon) qui devait également défendre Jitra. Ces deux tâches surchargèrent ses ressources et rendirent ses objectifs difficiles à atteindre.
Le 5 décembre, Londres autorisa le C-in-C du Far East Command à décider si l'opération Matador devait être mise en œuvre. La principale décision stratégique à prendre était de savoir si un mouvement préventif devait être lancé sur Siam avant l'arrivée des Japonais. Le commandement de la Malaisie était responsable de la planification détaillée de l'opération Matador et, le 6 décembre 1941, il avait retravaillé le plan et alloué des forces pour un déploiement immédiat. Ce soir-là, lors d'une réunion avec le gouverneur, Sir Shenton Thomas (en), et le C-in-C Brooke-Popham, l'officier général commandant Malaya Arthur Percival recommanda qu'une telle attaque préventive était prématurée.

## Conséquences
Si l'opération avait été mis en œuvre, les Japonais avaient des plans d'urgence pour contrer un probable contre-mouvement britannique. Ils auraient utilisé l'aéroport de Bangkok et les aérodromes du sud du Siam pour établir la supériorité aérienne afin d'envahir ensuite l'isthme de Kra.

## Matador naval
Un deuxième plan Matador avait été développé par la Royal Navy pour défendre Singapour.